# フォート・ウェリントン
フォート・ウェリントン（英語: Fort Wellington）は、ガイアナのマハイカ＝ベルビセ州の州都。大西洋に面した小さな村で、首都ジョージタウンからは約87マイルの距離にある。人口は118人（2012年国勢調査）。
公共サービスにはフォート・ウェリントン病院、小学校、中等学校、警察署、治安判事裁判所、国民保険制度事務所、ガイアナ選挙管理委員会事務所、郵便局などがある。ただし町には食料を販売する店舗がなく、住民は少し離れたブッシュロットまで買い物に出かけている。
主な経済活動は行政と農業。2017年、ガイアナ大学とカナダの農業団体は共同でタマネギ栽培の実現可能性の調査を行った。

## 歴史
村の名前は、かつての警察署の敷地内にあった砦にちなむ。砦は西のオンダニーミング村（Onderneeming）と東の元オランダ領のナールスティガイト村（Naarstigheid）の境界を監視するために、カタリナス・ラスト・プランテーションの敷地内に造られた。
セント・マイケルズ聖公会教会は、バース・エステートに住んでいたイギリス人の農園主によって1830年に建設され、1842年に完成した。当時は西ベルビセで唯一の聖公会の教会であった。